# 佐々木節子
佐々木 節子（ささき せつこ、1944年10月16日 - ）は、日本の元女子バレーボール選手。1964年東京オリンピックバレーボール女子金メダリスト。

## 来歴
茨城県出身。東京オリンピックメンバー選考会では将来性が評価されてメンバー入りが決定した。

## 球歴
- 所属チーム履歴

大成女子高校 → 日紡貝塚/ニチボー貝塚（1963-1967年）
- 全日本代表としての主な国際大会出場歴
  - オリンピック - 1964年
  - 世界選手権 - 1967年